# Кемпа-Оборська
Кемпа-Оборська (пол. Kępa Oborska) — село в Польщі, у гміні Констанцин-Єзьорна Пясечинського повіту Мазовецького воєводства.
Населення — 55 осіб (2011).
У 1975-1998 роках село належало до Варшавського воєводства.

## Демографія
Демографічна структура станом на 31 березня 2011 року:
|          | Загалом | Допрацездатний вік | Працездатний вік | Постпрацездатний вік |
| -------- | ------- | ------------------ | ---------------- | -------------------- |
| Чоловіки | 30      | 5                  | 24               | 1                    |
| Жінки    | 25      | 5                  | 14               | 6                    |
| Разом    | 55      | 10                 | 38               | 7                    |